# Variationen zur Gesundung von Arinuschka
Variationen zur Gesundung von Arinuschka ist der Titel eines kurzen Klavierstücks bestehend aus sechs Variationen von Arvo Pärt aus dem Jahr 1977. Eine Aufführung dauert etwa vier Minuten.
Während die Druckausgabe bei Universal Edition mit der deutschen Bezeichnung übertitelt ist, trägt die Originalpartitur sowohl einen estnischen (Variatsioonid Ariinuška tervekssaamise puhul) als auch einen russischen Titel (Вариации на выздоровление Аринушки). Neben diesen drei Varianten ist ebenfalls die englische Version (Variations for the Healing of Arinushka) gültig und zum Gebrauch freigegeben.

## Hintergrund
Nach einer musikalischen Rückzugsphase ab 1968 stellte Pärt Mitte der 1970er Jahre in einigen Stücken sein neues Tintinnabuli-Konzept der Öffentlichkeit vor. In seinen Variationen zur Gesundung von Arinuschka treten dabei erstmals Melodie-Stimme (M-Stimme) und Tintinnabuli-Stimme (T-Stimme) nicht in verschiedene Stimmen getrennt, sondern kombiniert zu einer Linie auf.
Pärt schrieb das Klavierstück für seine Tochter Ariina, die eben eine Blinddarmoperation hinter sich gebracht hatte. Eine erste Aufführung ist für November 1977 durch Rein Rannap in Litauen bekannt.

## Musik
Das Klavierstück umfasst sechs Variationen über ein einfaches Thema, bei dem in der M-Stimme eine a-Moll-Tonleiter zunächst aufwärts, dann abwärts erklingt. Jeder Ton wird dabei von zwei Tönen des a-Moll-Dreiklangs (T-Stimme) angekündigt. Die ersten drei Variationen sind in Moll gehalten, die übrigen drei in Dur. In der zweiten Variation wird der Raum der T-Stimme auf mehrere Oktaven ausgeweitet, in der dritten Variation tritt eine weitere T-Stimme hinzu. Die vierte Variation vollzieht den Wechsel in die Paralleltonart A-Dur und erhöht das Tempo. Die fünfte Variation ähnelt in ihrer Bauweise der zweiten, in der letzten Variation schließlich erklingt eine durchgehende Tintinnabuli-Begleitung auf jeder Viertel. Das Stück schließt mit einem arpeggierten A-Dur-Dreiklang.